# Yezobotys dissimilis
Yezobotys dissimilis är en fjärilsart som beskrevs av Hiroshi Yamanaka 1958. Yezobotys dissimilis ingår i släktet Yezobotys och familjen Crambidae. Inga underarter finns listade i Catalogue of Life.